# Namibia
Namibia este o țară în sud-vestul Africii. Capitala este Windhoek.
Numele statului este derivat din numele deșertului Namib, care-i ocupă întregul țărm. 
Ziua națională este 21 martie, „Ziua Independenței” 1990.

## Istorie
Articol principal: Istoria Namibiei

## Politică
Articol principal: Politica Namibiei
Namibia este o republică prezidențială.

## Diviziuni administrative

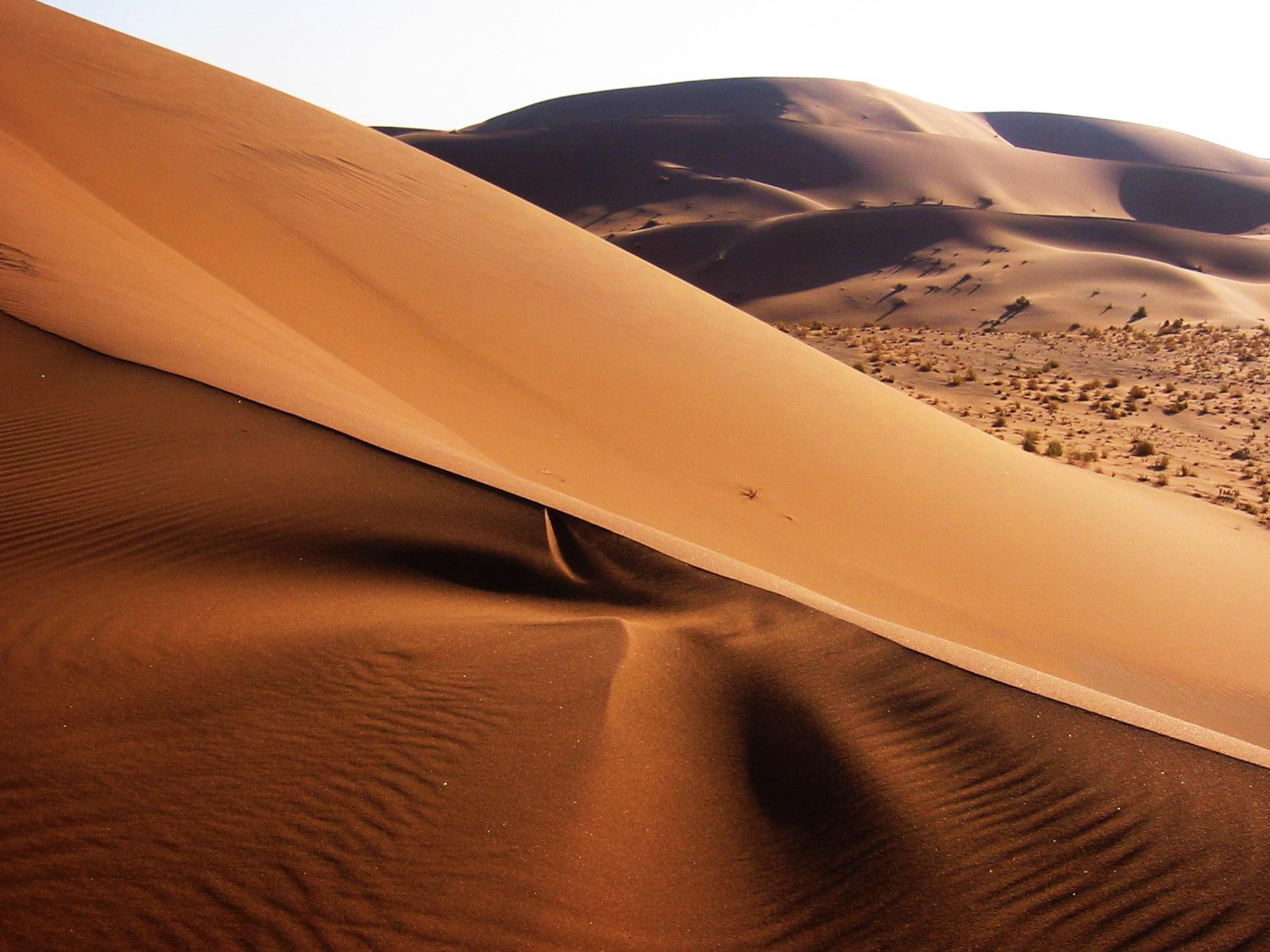
Dune de nisip în Deșertul Namib

Republica Namibia este organizată în 13 regiuni:
- Omusati (reședința regiunii: Uutapi, populația: 228.364 loc.)
- Oshana (reședința regiunii: Oshakati, populația: 161.977 loc.)
- Okavango (reședința regiunii: Rundu, populația: 201.093 loc.)
- Ohangwena (reședința regiunii: Eenhana, populația: 227.728 loc.)
- Oshikoto (reședința regiunii: Omuthiya, populația: 160.788 loc.)
- Caprivi (reședința regiunii: Katima Mulilo, populația: 90.422 loc.)
- Kunene (reședința regiunii: Opuwo, populația: 68.244 loc.)
- Otjozondjupa (reședința regiunii: Otjiwarongo, populația: 135.723 loc.)
- Erongo (reședința regiunii: Swakopmund, populația: 107.629 loc.)
- Omaheke (reședința regiunii: Gobabis, populația: 67.496 loc.)
- Khomas (reședința regiunii: Windhoek, populația: 300.000 loc.)
- Hardap (reședința regiunii: Mariental, populația: 67.998 loc.)
- Karas (reședința regiunii: Keetmanshoop, populația: 69.985 loc.)

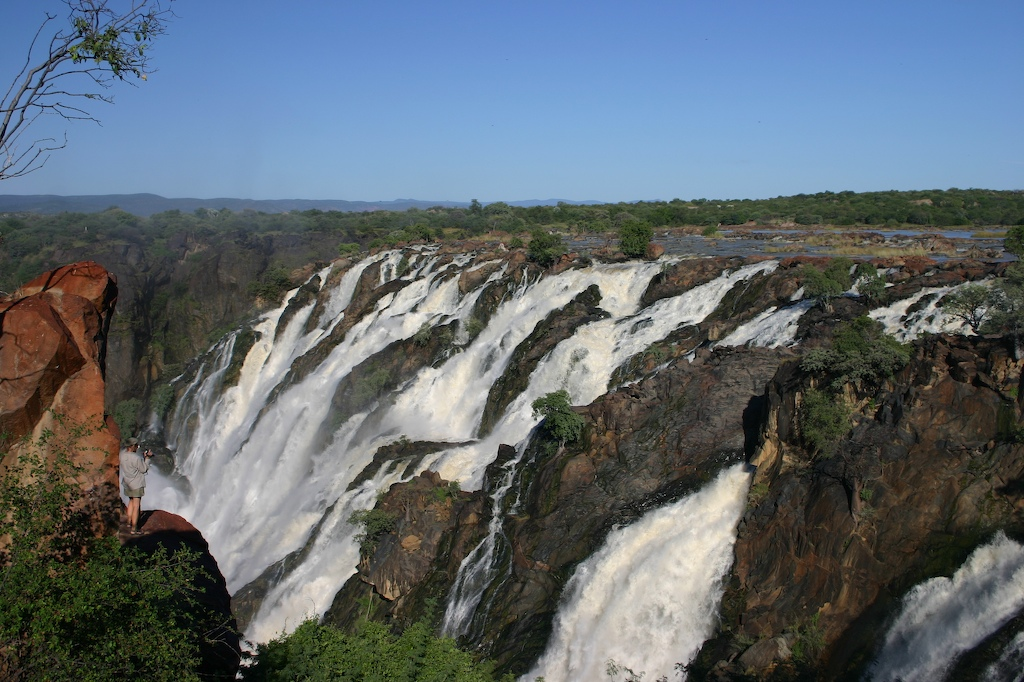
Cascadele Ruacana

## Geografie
Articol principal: Geografia Namibiei
Câmpia litorală a Namibiei, care se întinde pe o lungime de aproape 1.500 de kilometri de-a lungul Atlanticului este neobișnuit de îngustă. La o distanță de numai câțiva kilometri în interiorul uscatului începe Deșertul Namib. În nordul țării, dincolo de întinderile deșertului, se află Owambo, un podiș în care trăiesc peste jumătate dintre locuitorii Namibiei. În mijlocul Podișului Owambo se află una dintre cele mai întinse rezervații naturale: Parcul Național Etosha.
În vest, Namibia este mărginită de Oceanul Atlantic. În est se află deșertul Kalahari, care se întinde în nord spre Angola, iar în est spre Botswana. În sud se află râul Orange, care formează frontiera dintre Namibia și Africa de Sud. Orange este cel mai lung fluviu din Namibia. În interiorul țării nu există nici un râu cu regim permanent. Relieful cel mai înalt este constituit din masivul Brandberg, de peste 2500 m, bogat în resurse naturale.

### Orizonturi largi
De-a lungul întregii coaste a Namibiei la Oceanul Atlantic , Deșertul Namib, cel mai vechi deșert din lume, formează o vastă întindere de teren arid, acoperită cu nisip și roci vechi. În timp ce zona de coastă a deșertului este marcată de dune albe, în interior este acoperită cu dune portocalii, sub formă de stea - cele de pe marginea bazinului Sossusvlei sunt cele mai înalte și stabile din lume.
Deșertul Namib se întinde spre vest până la Marele Escarpament, situat paralel cu coasta. Dincolo de acesta se află un platou central cu relief ondulat, din care munți adânc fisurați se ridică din savana acoperită cu tufișuri de mărăcini. În sud, linia munților este întreruptă doar de canionul Fish River (Râul Peștilor), al doilea ca mărime din lume. În nord, peisajul variază de la savana acoperită cu copaci, zone cu tufișuri și ierburi, la stepe întinse, cu iarbă puțină, din bazinul Etosha, lipsit de râuri, și până la vegetația luxuriantă de-a lungul cursurilor de apă. În Namibia cu fost descoperite impresionante vestigii ale trecutului geologic îndepărtat al Pământului. Ele includ păduri pietrificate, urme fosile de dinozauri și cel mai mare meteorit din fier din lume

## Economie și comerț
Circa 70% din populația Namibiei trăiește din agricultură, constând în principal din pășunatul vitelor. Industria majoră a țării este mineritul. Bogăția de resurse minerale a țării include uraniu, diamante, metale neferoase și prețioase. Diamantele au început să fie extrase din Namibia de mai mulți ani, fiind acum principalele produse de export. Dar întrucât depozitele de pe uscat au început să se diminueze, a devenit tot mai importantă exploatarea acestora din largul mării. Alte exporturi sunt produse derivate din practicarea agriculturii (vite mari, oi, piei de animale, carne) și a pescuitului. Apele de coastă ale Namibiei sunt printre cele mai bogate în pește din întreaga lume.
Namibia dispune de o infrastructură solidă. Rețeaua sa de drumuri este bine dezvoltată, având și o linie de cale ferată care face legătura cu Africa de Sud. La Windhoek există un aeroport internațional, țara dispunând și de un port cu ape adânci la Walvis Bay. Anterior a făcut parte din teritoriul Africii de Sud, dar a fost dat înapoi Namibiei în 1994.

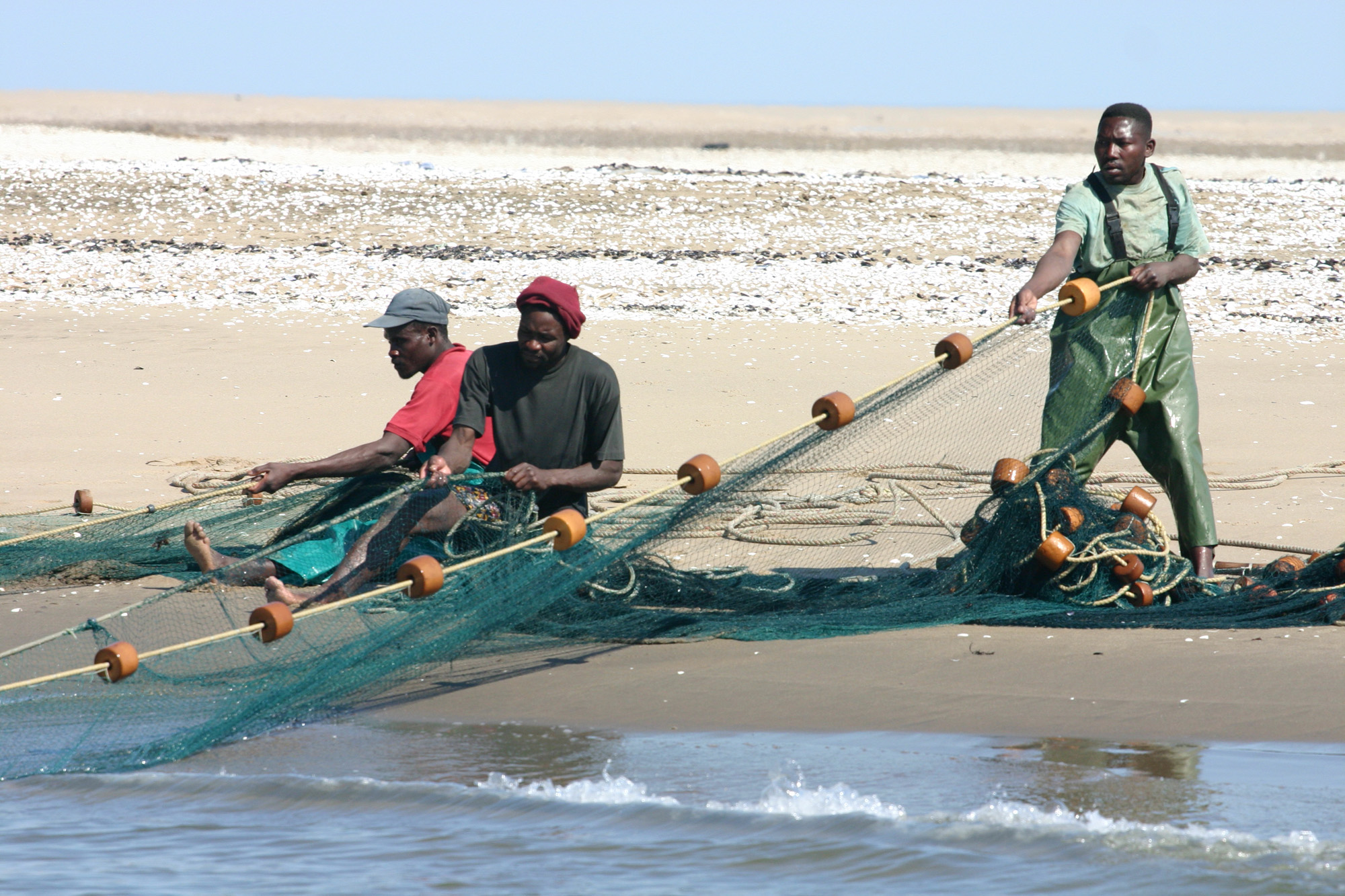
Pescari namibieni în Walvis Bay

## Atracții turistice
- Deșertul Kalahari - cea mai mare parte a imensului deșert Kalahari se află pe teritoriul Botswanei, dar, se extinde și în Namibia și Africa de Sud. Deși cad puține ploi, în deșert cresc copaci și ierburi.
- Platoul Waterberg - una dintre zonele cu cele mai diverse flore în Africa; habitat natural al animalelor precum samurul, bivolul și rinocerul alb și negru.[3]

## Orașe importante
Windhoek este cel mai populat și important oraș al Namibiei. Alte orașe de peste 20.000 de locuitori sunt:
1. Windhoek (Khomas) - 277.349 locuitori
2. Rundu (Kavango) - 62.256 locuitori
3. Walfischbucht (Erongo) - 54.861 locuitori
4. Oshakati (Oshana) - 34.942 locuitori
5. Swakopmund (Erongo) - 26.746 locuitori
6. Katima Mulilo (Caprivi) - 25.607 locuitori
7. Grootfontein (Otjozondjupa) - 25.064 locuitori
8. Okahandja (Otjozondjupa) - 21.721 locuitori
9. Otjiwarongo (Otjozondjupa) - 21.603 locuitori
10. Rehoboth (Namibia) (Hardap) - 21.335 locuitori

## Demografie
Populația Namibiei atingea în anul 2002 numărul de 1,82 mil. loc., fiind printre cele mai slab populate țări din Africa, în ciuda faptului că deține o suprafață enormă. Densitatea populației este de doar 2 loc. pe km pătrat.
În luna iulie a anului 2020, estimările arată că populația Namibiei este de 2,6 milioane de locuitori.

## Cultură
Articol principal: Cultura Namibiei

### Patrimoniu mondial UNESCO
Petroglifele de la Twyfelfontein au fost înscrise în anul 2007 pe lista patrimoniului mondial UNESCO.

## Apărare
Bugetul pentru apărare al Namibiei este de aproximativ 3% din PIB, în scădere față de anii anteriori, conform estimărilor din 2019.